# Рачеевка
Рачеевка — село в Целинном муниципальном округе Курганской области России.

## География
Село находится на юго-западе Курганской области, в пределах юго-западной части Западно-Сибирской равнины, в лесостепной зоне, на расстоянии примерно 29 километров (по прямой) к юго-западу от села Целинного, административного центра округа. Абсолютная высота — 175 метров над уровнем моря.

### Климат
Климат характеризуется как резко континентальный, с холодной продолжительной малоснежной зимой и жарким сухим летом. Средняя продолжительность безморозного периода составляет 113 дней. Среднегодовое количество атмосферных осадков — 397мм.

## История
До 1917 года входило в состав Кочердыкской волости Челябинского уезда Оренбургской губернии. По данным на 1926 год деревня Рачеевка состояла из 47 хозяйств. В административном отношении являлась центром Рачеевского сельсовета Усть-Уйского района Челябинского округа Уральской области.

## Население
| 1989 | 2002 | 2010 |
| ---- | ---- | ---- |
| 400  | ↘368 | ↘283 |

По данным переписи 1926 года в деревне проживало 228 человек (111 мужчин и 117 женщин), в том числе: украинцы составляли 93 % населения, русские - 6 %.

### Гендерный состав
По данным Всероссийской переписи населения 2010 года в гендерной структуре населения мужчины составляли 47,7 %, женщины — соответственно 52,3 %.

### Национальный состав
Согласно результатам Всероссийской переписи населения 2002 года, в национальной структуре населения русские составляли 70 %.